# Leaving Neverland
Leaving Neverland is een met een Emmy Award bekroonde tweedelige documentaire uit 2019 van de Britse cineast Dan Reed. Hierin komt het verhaal van Wade Robson en James Safechuck naar voren die, naar eigen zeggen, als kind jarenlang door de wereldberoemde popartiest Michael Jackson seksueel zouden zijn misbruikt, onder meer op zijn landgoed Neverland Ranch.
In Leaving Neverland vertellen de twee mannen hun verhalen afzonderlijk van elkaar. Ook hun families komen aan het woord. Ze lieten zich jarenlang verblinden door de aandacht, glamour en fantasiewereld van hun idool, vertellen ze in de film. Volgens hen was er structureel sprake van ’grooming’, het mogelijk maken van seksueel contact door de seksuele drempels en remmingen van het kind te verlagen en jarenlang pedofiel seksueel misbruik door Michael Jackson.
Robson vertelt ook dat hij een keer samen met Jordan Chandler op Neverland was, en dat Jackson zich toen op een gegeven moment terugtrok met Chandler op een manier zoals Jackson dat vaak met hem had gedaan, waardoor hij vermoedt dat Chandler ook seksueel is misbruikt.
De documentaire, gemaakt voor Channel 4 in het Verenigd Koninkrijk en HBO in de Verenigde Staten en die in totaal vier uur duurt, ging op 25 januari 2019 op het Sundance Film Festival in Utah, Verenigde Staten in première, en is sinds begin maart 2019 onder meer op eerder genoemde zenders voor een groot publiek beschikbaar. De VPRO verzorgde in Nederland de uitzending en plaatste op zijn website een interview met regisseur Dan Reed. Tevens verwees de VPRO bij de uitzending kijkers naar de MIND Korrelatie-stichting voor slachtoffers van seksueel misbruik, die bellers in grote aantallen ontving na de uitzending. Hulpinstanties als Slachtofferhulp, de Kindertelefoon en Centrum Seksueel Geweld zagen na de VPRO-uitzending een forse toename in het aantal vragen en meldingen over misbruik. In Nederland werd de uitzending gepresenteerd door Janine Abbring. Tegelijkertijd werd de documentaire in België uitgezonden op Canvas. De Amerikaanse uitzending werd gevolgd door "Oprah Winfrey Presents: After Neverland" (opgenomen op 2 maart 2019), waarin Robson, Safechuck en Reed werden geïnterviewd door Oprah Winfrey voor een publiek van misbruikslachtoffers en hun families.

## Beoordelingscijfers
Op Rotten Tomatoes kreeg Leaving Neverland kort na de eerste verschijning een score van 98% op basis van 89 beoordelingen, met een gemiddelde score van 7,86 / 10. De consensus-tekst daar luidde: "Cruciaal en zorgvuldig, Leaving Neverland biedt een diepgaande empathische kijk in het gecompliceerde leven na seksueel kindermisbruik, zoals ervaren door de volwassenen die het misbruik overleefden". Op Metacritic, kreeg de film al snel een gewogen gemiddelde score (op basis van 21 recensies) van 85 van de 100, wat gekenmerkt wordt als "universele toejuiching". Op Internet Movie Database kreeg Leaving Neverland na enkele weken, ondanks een dalende populariteit, een gewogen score van een 7,1 gebaseerd op alle 15.481 stemmen; onder de top 1000 IMDb-stemmers was de gemiddelde score een 6,0.
Op basis van kijkcijfers van onderzoeksbureau Nielsen is Leaving Neverland in de Verenigde Staten de op de twee na best bekeken documentaire première die HBO het afgelopen decennium heeft uitgezonden. Slechts twee HBO-docu-premières werden beter bekeken, te weten Going Clear: Scientology And The Prison Of Belief (in 2015) en Bright Lights: Starring Carrie Fisher and Debbie Reynolds (in 2016).

## Reacties
Robson en Safechuck kregen na de première op het Sundance Film Festival een minutenlang applaus. Bekende personen zoals Oprah Winfrey, Louis Theroux, Sia, Rose McGowan, Molly Ringwald, Amanda Palmer, Ellen DeGeneres en de rabbijn Shmuley Boteach steunen de film en geloven de getuigenis van de twee mannen. Aan de andere kant hebben sterren als Aaron Carter, T.I., Juice WRLD, Jason DeRulo, Kanye West, Questlove, India.Arie (naast minder bekende mensen die de popster destijds professioneel omringden) allemaal uitspraken gedaan op sociale media, of in de pers, die Jackson leken te verdedigen. Drake heeft zich niet uitgesproken maar heeft wel de beslissing genomen om zijn nummer "Do not Matter To Me", waarbij de stem van Michael Jackson te horen is, uit zijn tournee te laten vallen. Will.i.am heeft het draaien van Jacksons muziek verdedigd door een vergelijking te maken met de Holocaust in zijn pleidooi. Zangeres en filmactrice Barbra Streisand gelooft de beweringen van Robson en Safechuck, maar probeerde de ernst ervan (op volgens sommigen tactloze wijze) te nuanceren door te stellen dat Robson en Safechuck destijds graag het gezelschap van Jackson bleven opzoeken. Bovendien lag de (vermeende) schuld volgens haar dan niet alleen bij Jackson, maar ook bij de ouders.
Er is een Facebook-pagina voor 'Supporters of Wade Robson and other victims of MJ' in het leven geroepen, die kort na lancering bijna 26.000 volgers had. Een voormalig groot bewonderaar van Michael Jackson, die zijn eigen naam veranderd had naar John Michael Jackson, wilde niet langer met de artiest geassocieerd worden en zijn naam weer veranderen na een crowdfund-actie voor de benodigde kosten. Het Franse modehuis Louis Vuitton heeft alle kleding met een Michael Jackson-thema uit de herenzomercollectie teruggetrokken. "Stark Raving Dad", een aflevering van The Simpsons met een gastrol voor Jackson als Leon Kompowsky, werd uit de circulatie genomen. Katelyn Ohashi, Amerikaans turnster, verwijderde Jacksons muziek en kenmerkende bewegingen uit haar vloerroutine tijdens de 2019 PAC-12 Championships. De Amerikaanse koffieketen Starbucks laat op de achtergrond geen muziek meer horen van Michael Jackson en ook Albert Heijn gaf aan zich te beraden op het verwijderen van Jackson-nummers uit de (achtergrond)muziek-afspeellijsten in haar vestigingen. Uit het National Football Museum in Manchester en uit een winkelcentrum in Denemarken werden van Jackson respectievelijk een standbeeld en een wassen beeld verwijderd. Tevens besloot McDonalds het iconische, tien meter hoge standbeeld van Michael Jackson, uiteindelijk zonder aankondiging, bij de vestiging in Best te verwijderen, wat weer leidde tot protesten van fans bij het hoofdkantoor van McDonalds en poppodium Paradiso in Amsterdam. Het beeld en de relikwieën werden gedoneerd aan de Nederlandse Michael Jackson Fanclub Het Children’s Museum of Indianapolis heeft selectief voorwerpen van Michael Jackson verwijderd uit haar collectie, aangezien zij Jackson nog wel toont in een replica van de kamer van de Amerikaanse jongen Ryan White, in overleg met de nabestaanden van Ryan.
Steeds meer musea, waaronder Madame Tussauds, kwamen voor een expositie-dilemma te staan door de controverse rond de HBO-documentaire. Ondanks de controverse gaf Rein Wolfs, de Nederlandse directeur van de Bundeskunsthalle in Bonn, akkoord voor een ongewijzigde expositie, genaamd Michael Jackson: On the Wall, aangezien Jackson ontegenzeggelijk deel zou uitmaken van de moderne cultuurgeschiedenis die hij niet wenst te censureren. Na het zien van de film waarschuwde hij ook voor te snelle veroordelingen, ook al ervoer hij naar eigen zeggen Leaving Neverland als schokkend en vond de aantijgingen het waard om serieus te onderzoeken. Bij de expositie in de Bundeskunsthalle werd een verklaring geplaatst waarin het museum meldde de inhoud van Leaving Neverland te kennen en als schokkend te hebben ervaren. Daarnaast werden er op zaal speciale museummedewerkers aangesteld om met het publiek in gesprek te gaan over Jacksons (vermeende) daden en organiseerde het museum een uitgebreid randprogramma met debatten over items als machtsmisbruik en #MeToo. Ook Madam Tussauds besloot na uitgebreid beraad dat het wassen beeld van Michael Jackson blijft staan omdat hij een grote impact zou hebben gehad op de populaire cultuur en hun bezoekers beelden daarvan verwachten te zien. Eveneens blijven Jacksons vermeldingen in de Rock & Roll Hall of Fame, zowel als lid van Jackson 5 als soloartiest, behouden omdat hij, ondanks de controverse en het mediacircus in de jaren na zijn overlijden, een geliefde (en veel gemiste) muzikale figuur zou zijn gebleven.
Na de lancering van Leaving Neverland rapporteerden media aanvankelijk niet alleen dat radiozenders in de VS Michael Jacksons muziek minder vaak draaiden, maar ook dat het aantal downloads en streams van zijn muziek zou zijn gedaald. Updates van Nielsen Music rapporteerden echter kort daarna dat de streams evenals gecombineerde verkoop van liedjes en albums, zowel van zijn werk met Jackson 5 als soloartiest, juist significant waren gestegen na Leaving Neverland. Radiostations bleken evenwel nog steeds substantieel minder Jackson te draaien. In Vlaanderen besloot de VRT Jacksons muziek nog steeds te draaien, maar wel steeds te verwijzen naar de controverse.
Uit Nederlands onderzoek dat onafhankelijk onderzoeksbureau GfK in opdracht van radiozender NPO 3FM kort na het uitkomen van documentaire heeft uitgevoerd blijkt dat Leaving Neverland bij het leeuwendeel van de Nederlanders geen enkel effect zou hebben gehad op hun beleving van Jacksons muziek. Bijna 7 op de 10 Nederlanders zou van mening zijn dat zijn muziek nog gedraaid mag worden op radio, slechts 1 op de 10 vond van niet. Bij 4 op de 10 van de Nederlanders werd ook geen effect gemeten op hun beeld van Jackson als persoon, hoewel bij 2 op de 10 er wel sprake zou zijn van een negatief effect. Voor 1 op de 10 zou Leaving Neverland zelfs een positief effect gehad, omdat ze zijn muziek nog meer zouden zijn gaan waarderen. De familie Jackson constateerde eerder dat dat de nasleep van Leaving Neverland met name door de media veroorzaakt zou zijn. In een uitgebreide verklaring liet de familie weten dat vanuit hun oogpunt het daadwerkelijke effect van de documentaire op het publiek en hun gedrag niet zo beduidend zou zijn als de media berichtten.
Op Twitter schreef WikiLeaks dat zij niet kon bevestigen of de onderwerpen die in de beruchte documentaire aan de orde kwamen, waarheidsgetrouw waren, maar stelt wel dat men met de juiste filmtechnieken elk publiek elk standpunt kan laten geloven. In een volgende tweet publiceerde WikiLeaks een verwijzing naar het langdurige (meer dan 10 jaar) en kostbare (naar verluidt enkele miljoenen kostende) FBI-onderzoek, dat werd uitgevoerd naar Jackson van 1992 tot 2005. Er was toen geen enkel bewijs tegen de muzikant gevonden en in 2005 sprak de rechtbank Jackson van alle 14 aanklachten vrij.
De Britse media waakhond Ofcom ontving meer dan 200 klachten waarin werd gesteld dat de film claims van seksueel misbruik tegen de overleden zanger als feit presenteerde ondanks dat deze claims niet in de rechtbank zijn bevestigd. Ofcom stelde dat de beschuldigingen in evenwicht waren met verwijzingen naar de familie van de zanger, die de beschuldigingen ontkende, en kijkers niet wezenlijk zouden worden misleid. Naar Ofcoms mening werden de beschuldigingen aan het adres van Jackson heel duidelijk gepresenteerd als persoonlijke getuigenissen en duidelijk gemaakt dat de familie Jackson de beschuldigingen afkeurde.
Diana Ross deed een oproep om Jackson met rust te laten onder verwijzing naar een van haar hitsingles: 'Stop, in the name of love'.
De familie van Michael Jackson heeft middels een eigen 30 minuten durende documentaire genaamd Neverland Firsthand: Investigating the Michael Jackson Documentary gereageerd op Leaving Neverland. In deze mini-documentaire onder begeleiding van celebrity-interviewer Liam McEwan en enkel gepubliceerd op YouTube komen niet alleen Jacksons nicht Brandi Jackson (dochter van Jackie Jackson), die onder andere stelt gedurende het vermeende misbruik met Wade Robson een relatie te hebben gehad, en Jacksons neef Taj Jackson aan het woord, maar ook Jacksons assistent-technicus en technical director Brad Sundberg, met wie Jackson dagelijks zou hebben samengewerkt, alsmede de privédetective Scott Ross en de (onderzoeks)journalist Charles Thomson. De makers van Neverland Firsthand plaatsten nadrukkelijk de toelichting erbij dat hun documentaire niet bedoeld is om slachtoffers van seksueel misbruik neer te halen. In de mini-docu worden diverse inconsistenties in de Leaving Neverland belicht evenals onjuistheden die zouden bestaan in de media-berichtgeving over Jackson. Tevens wordt als bewijsstuk schriftelijke correspondentie van 12 december 2016 tussen Wade Robson en zijn advocaat Finaldi getoond; uit de betreffende stukken zou Robsons motivatie blijken om een misbruikverhaal te gebruiken om sympathie op te wekken ten faveure van zijn rechtszaak tegen de erven Jackson ter grootte van meer dan een miljard dollar.

## Kritiek
Sinds het uitkomen is er wereldwijd ook kritiek op Leaving Neverland, waardoor deze door diverse media als controversieel bestempeld is. Gedetailleerde kanttekeningen van Mike Smallcombe (schrijver van de biografie Making Michael - Inside the Career of Michael Jackson) betreffen inconsistenties in de getuigenissen (van met name Safeshuck) op basis van informatie uit eerdere processen tegen Jackson en de recentere rechtszaken van Robson en Safeshuck tegen Jacksons nalatenschap. Dan Reed moest naar aanleiding Smallcombes kritiek erkennen dat meerdere kernelementen in de getuigenissen van Robson en Safechuck onmogelijk gebeurd konden zijn op de aangegeven momenten (respectievelijk vanwege een getuigenverklaring in de rechtbank over een familiereis naar de Grand Canyon en een bouwkundig rapport gecombineerd met een professionele luchtfoto van Getty Images). De binnen enkele weken gevonden mankementen volgens Smallcombe zouden de kwaliteit van het naar eigen zeggen 18 maanden durende en grondige factcheck-onderzoek van Reed en zijn team ondergraven, desalniettemin bleef Reed de beide mannen verdedigen en de aangetoonde inconsistenties afdoen als slechts vergissingen. De aangetoonde hiaten in de documentaire tijdlijn en de opmerkingen van Reed na Smallcombes kanttekeningen blijken niet alleen chronologisch maar ook voor het narratief van de documentaire relevant; kort gezegd zou in de documentaire meerdere malen gesteld zijn dat er geen misbruik was ná 1992. De reden daarvoor was dat Safechuck zou zijn gaan puberen, waardoor Jackson geen interesse meer in hem zou hebben gehad. Het verlaten van hun jeugdige leeftijd van jongens was volgens de documentaire de voornaamste reden waarom Jackson steeds van kind zou wisselen. Na de correcties van Smallcombe stelt Dan Reed echter dat er ook in 1994 nog misbruik zou hebben plaatsgevonden. Safechuck zou dan echter 16 of 17 jaar oud zijn geweest, ruim in de puberteit en nagenoeg volwassen. Volgens Christine Mussche (advocate gespecialiseerd in kindermisbruik), die in het artikel 'Twijfels over 'Leaving Neverland' aangeeft geen uitspraak te willen doen over de (on)schuld van Jackson, zouden vergissingen in verklaringen van slachtoffers echter vaker voorkomen aangezien slachtoffers doorgaans wel gebeurtenissen zich vlijmscherp zouden kunnen herinneren maar het randgebeuren, zoals datums en locaties en andere omstandigheden, minder. Smallcombe redeneerde eerder zelf dat zijn eigen bevindingen geenszins categorisch uitsluiten dat Jackson de mannen heeft misbruikt, maar stelt zich ook de vraag dat als er aantoonbaar onderdelen verzonnen zijn welke andere gedeeltes dat mogelijk ook zijn.
John Ziegler (Amerikaanse en als conservatief betitelde radioprogramma-maker, documentaire- en filmschrijver/regisseur, journalist) zette op zijn beurt tevens vraagtekens bij de geloofwaardigheid van Robson en uitte scherpe kritiek op de integriteit van Dan Reed als documentairemaker. Volgens hem zijn er meerdere hiaten in de geloofwaardigheid van de moeders van Robson en Safeschuck; onder andere zou onthuld zijn dat Wade Robsons moeder, Joy Robson (zelfs nadat haar zoon in de Today Show in 2013 was geweest om aan te kondigen dat hij was misbruikt) niet alleen deel bleef uitmaken van een Michael Jackson-fangroep op Facebook, maar ook dat ze na de uitzending van de Today Show verschillende pro-Jackson-posts positief had gewaardeerd. Binnen enkele uren nadat iemand getweet had over deze ontdekking verdwenen de betreffende 'likes' plotseling. Ziegler leek evenwel in staat om een schermafdruk van de Facebook-likes op te leveren als bewijs. Stephanie Safechuck, de moeder van James Safechuck, beschrijft in detail hoe zij het nieuws over Jacksons dood vierde omdat hij dan geen kinderen meer zou kunnen misbruiken. Aangezien James Safechuck echter talloze malen heeft gezegd dat hij pas besefte dat hij werd misbruikt toen hij Robson in de Today-show zag (vier jaar na de dood van Jackson) en er nooit iemand over had verteld, zou het volgens Ziegler onmogelijk zijn dat zijn moeder dit verhaal niet verzonnen heeft. Tevens wijst Ziegler er op dat Robson gedurende de zitting in zijn rechtszaak verklaarde dat hijzelf zich pas tijdens de therapie in mei 2012 realiseerde dat hij was misbruikt; er is echter een interview met Robson uit juli 2012 op YouTube waarin hij nog steeds zeer lovend spreekt over Jackson. Ziegler stelt dat, hoewel hij niet kan uitsluiten dat de aantijgingen van Robson en Safeshuck correct zijn, het format en acceptatie van Leaving Neverland als documentaire(stijl) ernstige implicaties met zich meebrengt voor ieder rijk of beroemd persoon.
De voormalige advocaat van Jackson, Mark Geragos, die hem tijdens zijn rechtszaak inzake vermeend kindermisbruik in 2005 vertegenwoordigde, nam ook de geloofwaardigheid van de documentaire onder de loep; in Leaving Neverland is er een clip van Geragos die op een persconferentie in 2003 sprak, na de arrestatie van Jackson, en in het beeldmateriaal lijkt Geragos te laten zien dat de aanklagers van Jackson 'geld zoeken'. Op Twitter zei Geragos echter dat de persconferentie feitelijk Jacksons rechtszaak betrof tegen een privé-jetfirma, die schuldig bevonden werd aan het heimelijk filmen van hem en Jackson tijdens een vlucht naar Santa Barbara; Dan Reed en Channel 4 ontkennen dat er sprake is van gebruik van beeldmateriaal in een verkeerde context.
Fans wijzen tevens op de sterke overeenkomsten tussen de getuigenissen evenals expliciete omschrijvingen van seksuele handelingen in Leaving Neverland en de specifieke details uit het fictie-werk van Victor M. Gutierrez getiteld Michael Jackson Was My Lover (waarbij een soortgelijk relaas als in Leaving Neverland werd geportretteerd en lezers eveneens de geloofwaardigheid van het boek onderschreven); de onderhavige (waargebeurde) kwestie is dat Gutierrez een bekend pro-pedofilie-lid zou zijn van de North American Man/Boy Love Association (NAMBLA), de actiegroep die seksuele omgang tussen volwassenen en minderjarigen probeert te normaliseren. Gutierrez zou op een NAMBLA-conferentie geconstateerd hebben dat de aanwezigen Jackson zagen als "een van hen" en hoopten dat Gutierrez' aantijgingen richting Jackson, als Amerikaans megaster, zouden leiden tot hun "sociale acceptatie". Vast staat echter dat Jackson Gutierrez aanklaagde voor laster wegens (een niet aan het boek gerelateerde kwestie over) een beweerdelijke en compromitterende video van Jackson met een minderjarige, die Gutierrez stelde te hebben gezien; Jackson won de rechtszaak en Gutierrez vluchtte uit het land om te voorkomen dat hij Jackson een schadevergoeding van 2.7 miljoen dollar zou moeten betalen. Specifieke details inzake overeenkomsten met het boek (met uitzondering van de overeenkomstige expliciete) komen ook aan bod in de (counter-)documentaire van de familie Jackson Neverland Firsthand: Investigating the Michael Jackson Documentary, waarin volgens het blad Vogue compleet nieuwe details aan het licht komen.

Het woord 'documentaire' wordt in artikelen over Leaving Neverland vaak tussen aanhalingstekens geschreven, omdat geen wederhoor is toegepast, en de maker ook zelf in de film geen commentaar levert. Deze kritiek kan deels gepareerd worden door Leaving Neverland te categoriseren als creatieve auteursdocumentaire. Dit type documentaire legt juist de nadruk op de subjectieve visie (van de filmmaker) en onderscheidt zich van de journalistieke documentaire waarbij waarheidsvinding centraal staat conform journalistiek ethische richtlijnen. De vrijheid van de documentaire als kunstvorm biedt volgens sommigen de mogelijkheid een 'creatievere' of experimentele, minder neutrale filmstijl te hanteren dan de meer op bewijsbare feiten gebaseerde reportage. Het verschil met een journalistieke documentaire (waarbij dus in ieder geval wederhoor is toegepast) wordt echter tegengesproken door de film-maker zelf die stelt:
"De meeste argumenten die de Jackson-fangemeenschap te berde bracht, zijn niet geldig. Ze zijn gebaseerd op valse informatie. Persoonlijk, hoe voel ik me erover? Ik voel me geweldig als mijn werk onder de loep wordt genomen. Ik ben trots op mijn reputatie voor goede journalistiek en complexe verhalen en grote details, maar ik wijk nooit af van de hoogste journalistieke normen. Ik voel me behoorlijk content."
Er is bewust niet voor wederhoor gekozen, zegt de regisseur in een interview met het Belgische weekblad Humo. Daar geeft hij ook aan dat sommige (volgens hem vermoedelijke) slachtoffers verstokte Michael Jackson-fans zouden zijn en dat laatste meer dan duidelijk hebben gemaakt op sociale media, waardoor het geen enkele zin zou hebben hen om een interview te vragen. Reed en HBO weigerden tevens beelden en vermelding te verwijderen van Brett Barnes, een vroegere vriend van de popster. Barnes' advocaten stellen dat Leaving Neverland de valse indruk achterlaat dat hun client als kind seksueel misbruikt zou zijn door Jackson en eisten dat de naam en gelijkenis van Barnes uit de film zouden worden verwijderd, aangezien hun cliënt niet was geraadpleegd en niet instemde met het gebruik ervan. Charles Thomson (de Britse meermaals gelauwerde onderzoeksjournalist, Jackson-expert en criticus van de beheerders van Jacksons nalatenschap c.q. the Michael Jackson Estate) betitelt niet alleen de Barnes-kwestie als een journalistieke gruweldaad, maar koppelt tevens Leaving Neverland nadrukkelijk aan nepnieuws; tot eenzelfde slotsom komt Nico van den Berg (Nederlandse filmjournalist en bestuurslid sectie Internet van de Nederlandse Vereniging van Journalisten) in zijn HP-artikel genaamd "Sentiment overheerst de feiten in Leaving Neverland". Van den Berg stelt tevens dat Amerikaanse filmcritici voorzichtig zouden reageren op de documentaire en ook benadrukken dat er geen bewijzen zijn, hoewel ze de film heel serieus zouden nemen. Dat zou een gedragskentering in de media zijn volgens hem aangezien op het hoogtepunt van #MeToo er ook gevallen in de pers zouden zijn gekomen die niet altijd goed waren nagetrokken. Inmiddels zouden media daar een stuk bewuster van zijn geworden. Ook Aran Bade (entertainmentdeskundige) kaartte het eerdergenoemde (gebrek aan) hoor en wederwoord aan, maar ook dat in Leaving Neverland volgens hem op geen enkele manier kritisch naar de beschuldigingen zou zijn gekeken en dat de documentaire zodanig opgebouwd zou zijn "dat je als kijker al snel geneigd zou zijn het allemaal te geloven".
Wetenschappelijk onderzoek inzake misbruik-kwesties biedt eveneens geen richting voor de geloofwaardigheid van Robson en Safechuck; enerzijds is gebleken dat volwassenen nauwkeurig kunnen verklaren over misbruik dat ze als kind hebben meegemaakt, anderzijds is echter ook aangetoond dat op het oog geloofwaardig lijkende verklaringen onwaar kunnen zijn. In het geval van Robson en Safechuck zou de ontstaansgeschiedenis van hun verklaringen tevens voor meer vragen zorgen.
Dat veel mensen Robson en Safechuck geloofwaardig vinden overkomen, kan volgens sommige mensen verklaard worden omdat ze al jaren aan het procederen zijn tegen de erven Jackson en hun bedrijven (om hoge schadevergoedingen ter grootte van 1,5 miljard dollar), en daarbij hun hele verhaal al meermalen gedetailleerd uiteengezet hebben. Evenwel stellen anderen, zoals de Britse journalist Piers Morgan, dat het financiële motief van Robson en Safechuck in het kader van de door hen aangespannen rechtszaken hun geloofwaardigheid mogelijk juist ernstig ondermijnt. In een Frans tv-panel, waaraan Dan Reed deelnam met Oliver Cachin (journalist), Hector Barjot (fan) en Hélène Romano (psychologe), worden gelijksoortige kanttekeningen gemaakt maar ook de journalistieke en psychologische logica kritisch bevraagd.
Over de hele wereld hebben fans van Jackson fel geprotesteerd tegen de documentaire, onder meer in België, China, Nederland en Spanje. De IMDb-pagina van de documentaire werd zelfs tijdelijk vernield.
Een punt van kritiek is onder meer waarom de twee mannen pas tien jaar na het overlijden van Jackson met de beschuldigingen komen, terwijl ze nooit iets hebben gezegd toen Jackson nog in leven was. Dit punt wordt echter onderuitgehaald door experts op het gebied van misbruik; slachtoffers kunnen vele jaren na het betreffende misbruik zich realiseren dat zij misbruikt zijn. De geboorte van een eigen kind kan dit besef op gang brengen (dit zou ook het geval zijn bij Robson en Safechuck).
Een ander punt van kritiek is dat het oneerlijk is dat Jackson zichzelf dit keer niet meer kan verdedigen. Deze gedachtegang loopt volgens anderen mank omdat slachtoffers zonder bewijs geen enkele mogelijkheid zouden hebben om alsnog gehoord te worden en daarmee in hun recht van vrijheid van meningsuiting beknot zouden worden. Hierbij dient de publieksteneur in het #MeToo-tijdperk waarin de documentaire gelanceerd is meegenomen te worden in de ontvangst van Leaving Neverland; hierdoor zou echter eveneens de kritiek op de beweging van toepassing zijn, met name inzake disbalans (tussen de veilige omgeving die de beweging heeft gecreëerd voor vermeende slachtoffers om openlijk hun verhaal te doen enerzijds en onschuldpresumptie, een basisprincipe in het strafrecht, anderzijds). De erven Jackson hebben felle kritiek op de film (die ze een hit piece noemen) en op Home Box Office (HBO). Ze beweren dat de verklaringen van de twee mannen op elkaar afgestemd zijn, gezien het feit dat beide mannen al jarenlang met dezelfde advocaat processen voeren. Bovendien zou HBO zich niet houden aan het contract voor de uitzendrechten van een registratie van het concert op 1 oktober 1992 in Boekarest, op de Dangerous World Tour, waarin HBO zich blijvend verplicht zou hebben Jackson niet in diskrediet te brengen (non-disparagement clause). De erven Jackson hebben daarom de rechtbank verzocht om HBO te dwingen deel te nemen aan de contractueel geregelde arbitrage, en wel een openbare. Het gaat volgens de erven Jackson om een schade van meer dan honderd miljoen dollar die HBO zou kunnen veroorzaken. HBO zendt de film echter tot nu toe als gepland uit, 'zodat de kijkers zelf kunnen oordelen'. Ook in veel andere landen, waaronder Nederland en België, is of wordt de film uitgezonden.
In Rusland heeft echter de staatszender Channel One, ondanks het aankopen van de uitzendrechten, de documentaire geschrapt uit hun tv-uitzendplanning en in plaats daarvan slechts voor een korte tijd online beschikbaar gesteld.
In Frankrijk, waar aantasting van de nagedachtenis van een overledene strafbaar is, hebben drie Jackson-fanclubs Wade en Safechuck voor dit vergrijp voor de rechtbank van Orléans gedaagd.
Voorts kaart Joseph Vogel (een Amerikaanse auteur, geleerde en populaire cultuurcriticus) de Amerikaanse intersectionele context aan van Leaving Neverland op de website van Forbes in de hoedanigheid van een zogenoemde Forbes Contributor.
"Het is verleidelijk voor de media om Jackson te verbinden met een groter cultureel verhaal over seksueel wangedrag. R. Kelly werd terecht door een documentaire neergehaald en vele andere spraakmakende figuren zijn de afgelopen jaren ontmaskerd, dus de logica is dan dat Michael Jackson ook schuldig moet zijn. Maar dat is een gevaarlijke sprong - in het bijzonder met de Amerikaanse geschiedenis van het ten onrechte profileren, tot doelwit stellen en veroordelen van zwarte mannen - waardoor rechtvaardige mensen er derhalve verstandig aan zouden doen om zorgvuldiger te overwegen alvorens de artiest te veroordelen".
Vogels kritiek kan samengevat worden dat als waarheidsvinding niet prevaleert (geen wederhoor) en de gangbare juridische weg doodlopend lijkt (Michael Jackson leeft niet meer), de documentaire Leaving Neverland in de context van de Amerikaanse historie gecategoriseerd kan worden als trial by media.